# مارتن نيلسون
مارتن نيلسون (بالسويدية: Martin Nilsson)‏ هو سياسي سويدي، ولد في 1969. حزبياً، نشط في حزب العمال الديمقراطي الاشتراكي السويدي. وقد انتخب عضو البرلمان السويدي ‏.